# George Allen (football américain)
Pour les articles homonymes, voir George Allen et Allen.
Pro Football Hall of Fame 2022
George Herbert Allen, né le 29 avril 1918 à Grosse Pointe et mort le 31 décembre 1990 à Palos Verdes Estates, est un entraîneur américain de football américain.
Il a été entraîneur-chef de deux équipes de la National Football League (NFL), les Rams de Los Angeles de 1966 à 1970 et les Redskins de Washington (actuels Commanders de Washington) de 1971 à 1977.
Son fils aîné, George Allen, Jr., est un homme politique républicain qui a été gouverneur et sénateur des États-Unis de Virginie. Son deuxième fils, Bruce (en), a suivi les traces de son père en tant qu'entraîneur de football et directeur général de franchise en NFL.